# Miedes de Atienza (kommun)
Miedes de Atienza är en kommun i Spanien.   Den ligger i provinsen Provincia de Guadalajara och regionen Kastilien-La Mancha, i den centrala delen av landet, 110 km nordost om huvudstaden Madrid.